# Sceptea aberratella
Sceptea aberratella är en fjärilsart som beskrevs av August Busck 1907. Sceptea aberratella ingår i släktet Sceptea och familjen Symmocidae. Inga underarter finns listade i Catalogue of Life.